# Maïs Bt
 (novembre 2014).
 (octobre 2023).

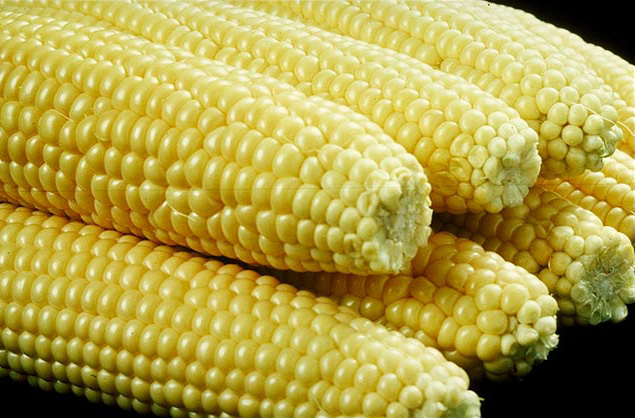
Épis de maïs effeuillés

Le maïs Bt est une variété de maïs modifiée génétiquement par l'ajout d'un gène leur conférant une résistance aux principaux insectes nuisibles du maïs, en particulier la pyrale du maïs Ostrinia nubilalis. Le suffixe Bt fait référence au Bacillus thuringiensis dont provient le gène codant la toxine Cry1Ab . En 2009, la surface plantée de maïs Bt (Bt seul ou Bt/HT qui combine le caractère Bt à une tolérance à un herbicide, le glyphosate) représente 40 millions d'hectares, correspondant à 37 % de la surface totale d'OGM cultivés dans le monde.

## Insectes combattus

Pyrale du maïs Ostrinia nubilalis

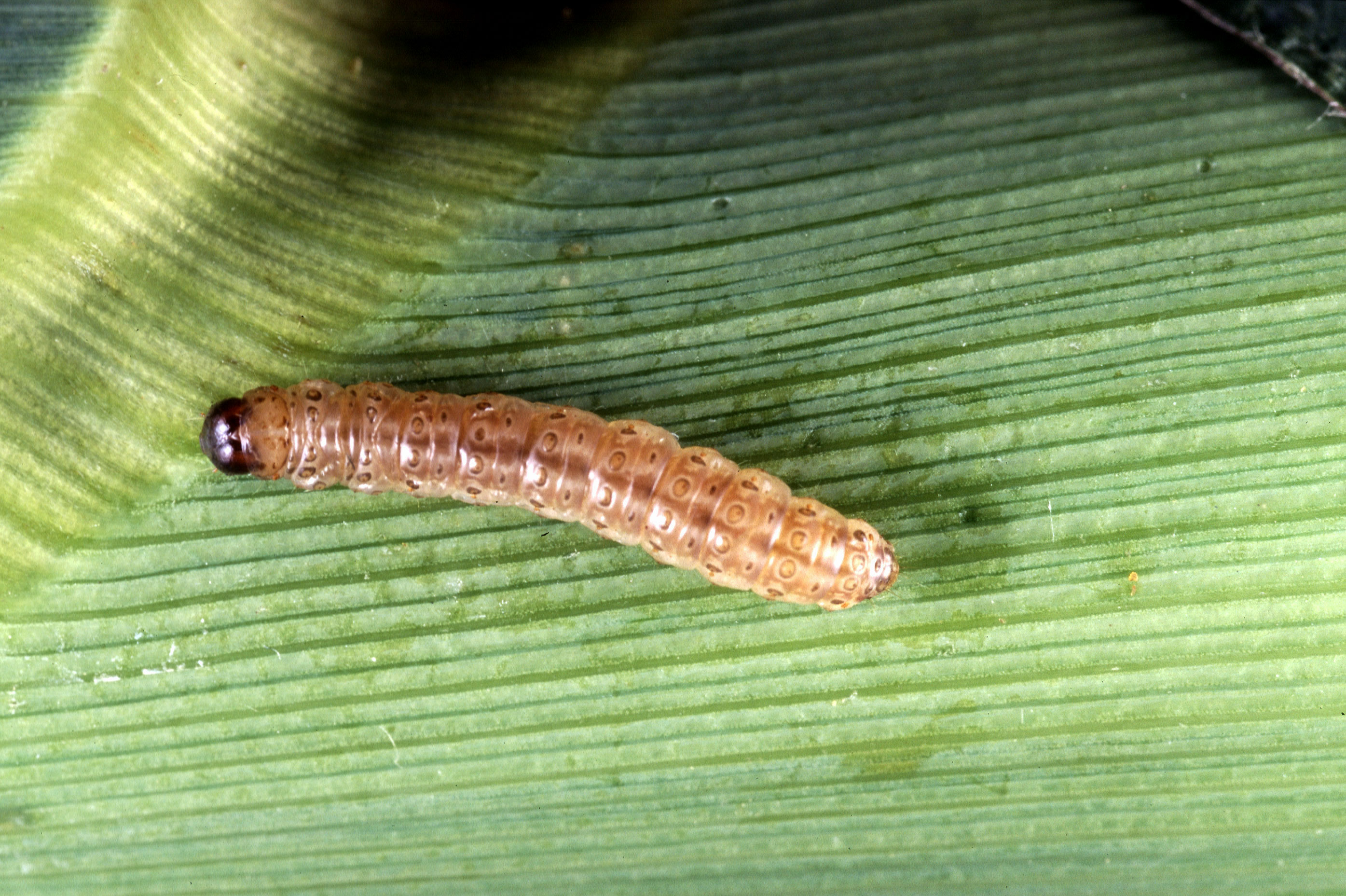
Larve de pyrale Ostrinia nubilalis

La pyrale du maïs (Ostrinia nubilalis) est répandue en Europe et en Amérique du Nord où elle est appelée European Corn Borer, le « foreur de maïs européen ». Sa chenille creuse des galeries dans les tiges et dans les épis et elle est l'insecte le plus nuisible pour la culture du maïs. Plusieurs espèces de coléoptères du genre Diabrotica attaquent également le maïs, leurs larves s'attaquant aux racines. Protégés par la production continue d'une protéine toxique pour ces insectes, les maïs Bt résistent à la pyrale, la sésamie et certaines versions à chrysomèle.[réf. souhaitée]

## Bilan du maïs transgénique Bt

### Avantages
La culture du maïs transgénique présente plusieurs avantages par rapport à la culture avec un traitement insecticide classique :
- La plante produit elle-même la toxine qui bloque la digestion des insectes cibles : la plante est protégée intégralement, là où un traitement (hors néonicotinoïdes, coûteux et réservés au traitement de semences) ne permet qu'une protection de surface et doit être renouvelé plusieurs fois.
- La sélectivité du traitement est supérieure[réf. nécessaire] : chaque variante de la molécule BT ne vise qu'une famille d'insectes. On ignore néanmoins l'impact de leurs effets cumulés dans l'environnement.

L'impact sur l'environnement est réduit[réf. nécessaire] :  
- Des passages d'engin plus rare, diminuant le bilan carbone.
- Pas de pulvérisation de traitements contre la pyrale. Mais cela n’empêche pas la pulvérisation de fongicides pour se débarrasser des champignons, de divers herbicides, ou d'insecticides ciblant d'autres insectes que la pyrale.
- Pas d'impact négatif sur de nombreux auxiliaires comme les chrysopes (Chrysoperla carnea[3], Chrysoperla rufilabris[4]), les trichogrammes[5] et plus généralement les insectes auxiliaires[6].

### Inconvénients
- La faune des rivières est affectée par la présence de maïs Bt : les résidus de plante tombés à l'eau entraînent la mort de la grande phrygane, insecte important pour la faune des cours d'eau[7]. L'étude n'est pas comparative.

- Une exposition prolongée au pollen de maïs Bt affecte le comportement[8] et la survie du papillon monarque (Danaus plexippus)[9]

- La culture de maïs Bt, du fait que les racines des plantes sont poreuses, entraîne la diffusion de la toxine dans le sol[10]. Après récolte, les résidus restés au sol contiennent de la toxine Bt active[11]. Les effets cumulés sur le long terme de la culture de maïs Bt ne sont pas évalués en Europe, bien que cela soit requis par la législation européenne (Directive 2001/18) [12].

## Principe d'action

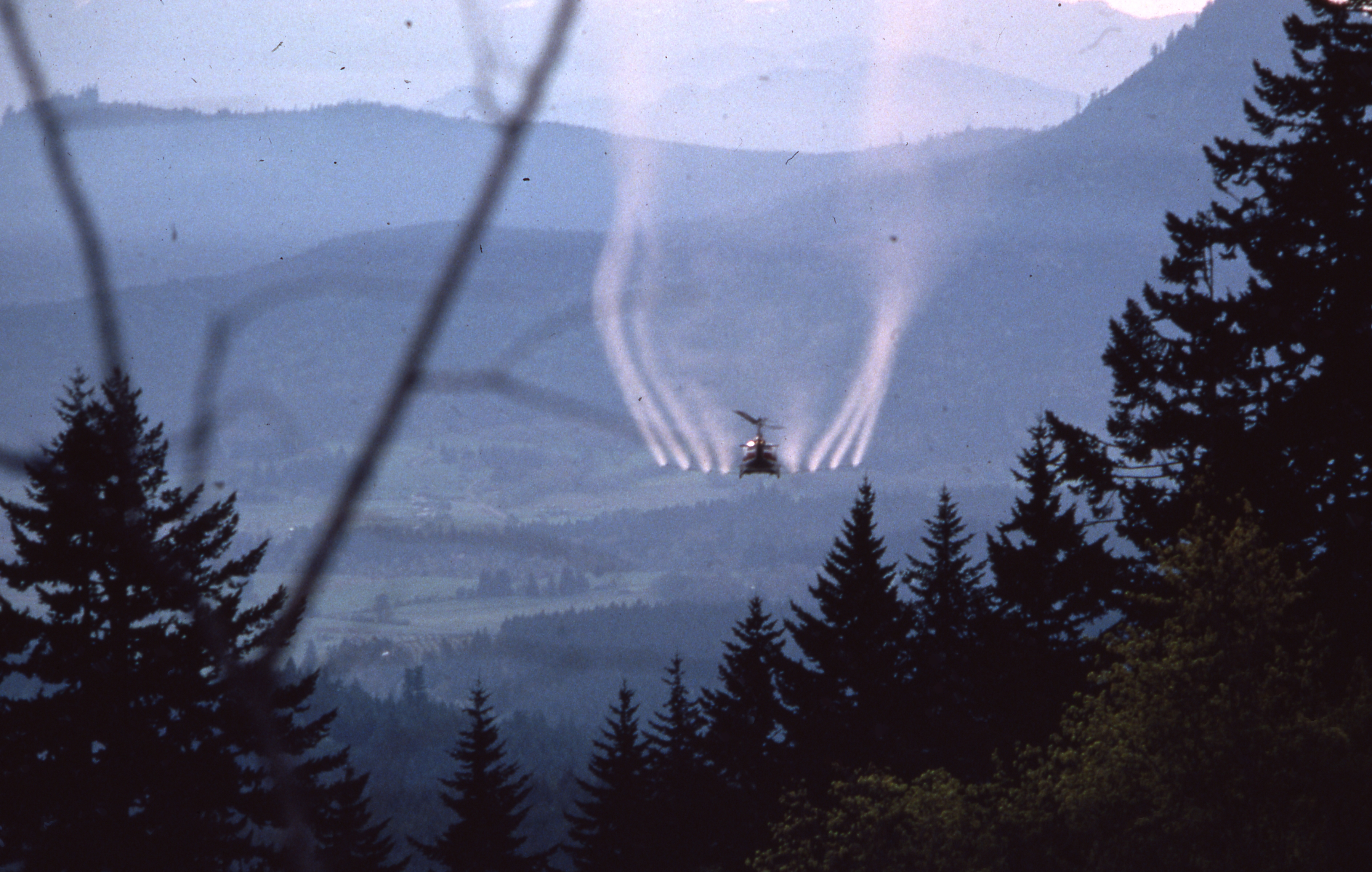
Hélicoptère pulvérisant une solution liquide riche en Bacillus thuringiensis dans le cadre de la lutte intégrée contre la pyrale

La bactérie Bacillus thuringiensis produit une protéine du nom de Cry1Ab à laquelle la chenille de la pyrale du maïs est très sensible. Cry1Ab est également efficace contre des chenilles d'autres espèces de lépidoptères, et ne possède aucun effet connu sur d'autres organismes vivants. 
Le premier produit commercial utilisant les propriétés de Bacillus thuringiensis est la Bactospéine, mise au point en 1959 pour lutter contre les chenilles de lépidoptères. La Bactospéine est une solution composée de bactéries Bacillus thuringiensis qui tuent les chenilles qui l'ingèrent. En effet, la bactérie, une fois qu'elle a infecté la chenille, produit la protéine Bt. Celle-ci agit en se fixant sur des récepteurs situés au niveau de l'intestin des chenilles, et produit une paralysie intestinale : la chenille sensible s'arrête de consommer et finit par mourir de faim. Les bactéries Bacillus thuringiensis sont toujours utilisées pour lutter contre la pyrale du maïs en agriculture biologique, dans le cadre de la lutte intégrée. 

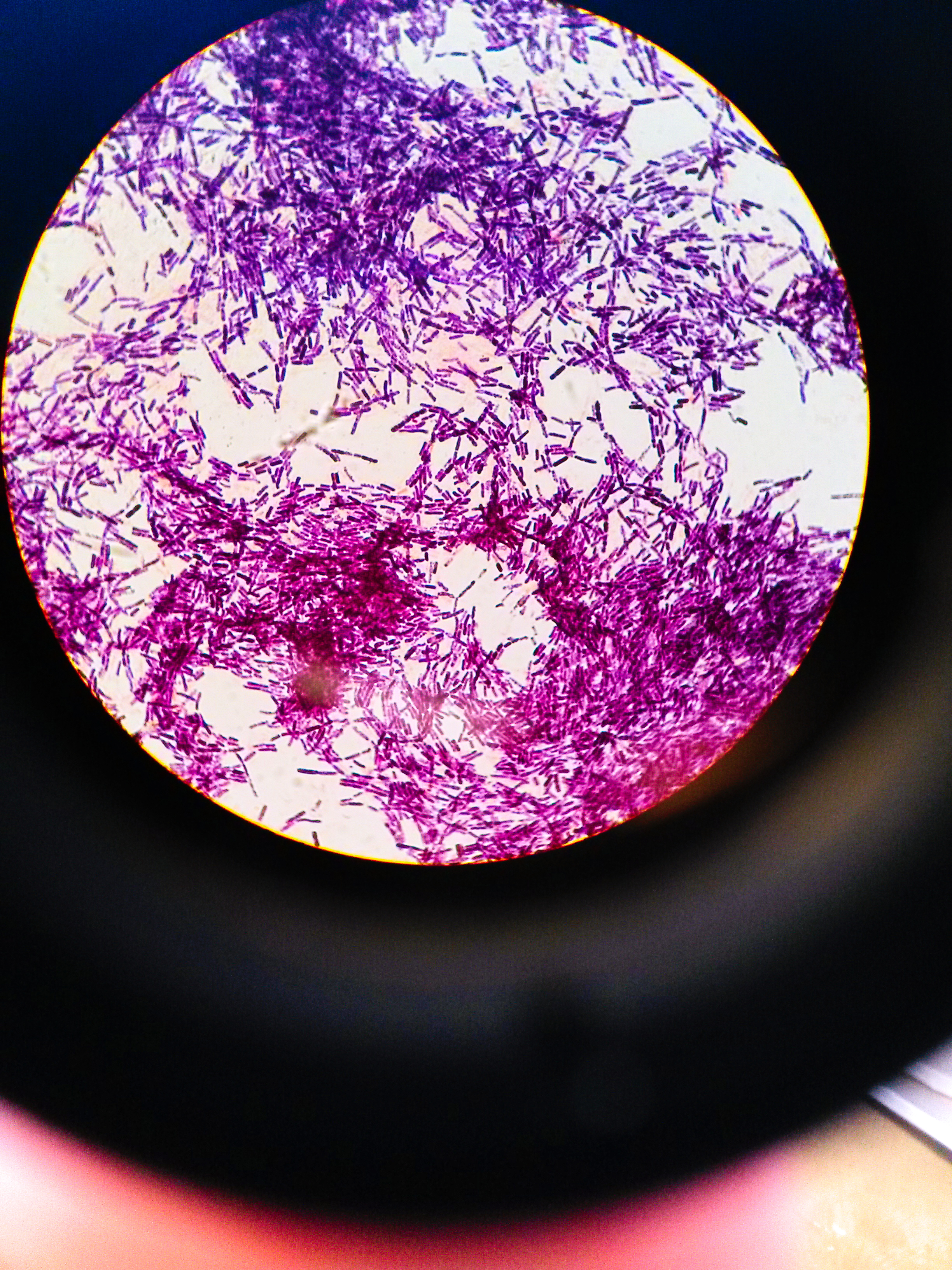
Colonie de bactéries Bacillus thuringiensis dont sont tirées les protéines toxiques pour la pyrale

Le maïs Bt fonctionne sur un autre principe. Son patrimoine génétique est modifié, car on y introduit un ou plusieurs gènes issus de la bactérie, en particulier ceux permettant la synthèse de Cry1Ab. Ainsi, le maïs Bt va produire lui-même, durant toute sa vie, la protéine insecticide Bt (sans qu'on ait besoin de pulvériser la bactérie Bacillus thuringiensis). Cette mutation est parfois combinée à d'autres modifications génétiques, comme l'insertion de gènes de tolérance à un herbicide comme le glyphosate. À la différence de la plante utilisée dans la lutte intégrée, la plante transgénique contient la toxine Bt, et cette dernière est ingérée par le consommateur.
D'autres protéines de B. thuringiensis sont utilisées car elles sont actives contre les coléoptères Diabrotica sp. (protéines Cry34Ab1, Cry35Ab1, Cry3Bb1, etc.).

## Développement des variétés
Des variétés de maïs transgénique résistantes à la pyrale ou aux Diabrotica sp. sont mises au point, autorisées et cultivées aux États-Unis depuis 1995.[réf. souhaitée]
Depuis 1998, la France autorise la culture de certaines variétés de maïs Bt et ces variétés sont inscrites au catalogue officiel des espèces et variétés, une première pour un OGM. La décision est annulée en septembre de la même année par le Conseil d'État, mais rétablie en octobre 2000. 

## Controverses

### Développement de résistance
Le développement de résistance des pyrales aux toxines produites par le maïs Bt génère de l'inquiétude,. La prolifération de pyrales résistantes rend inefficace la méthode classique de traitement par pulvérisation de la bactérie Bacillus thuringiensis. 

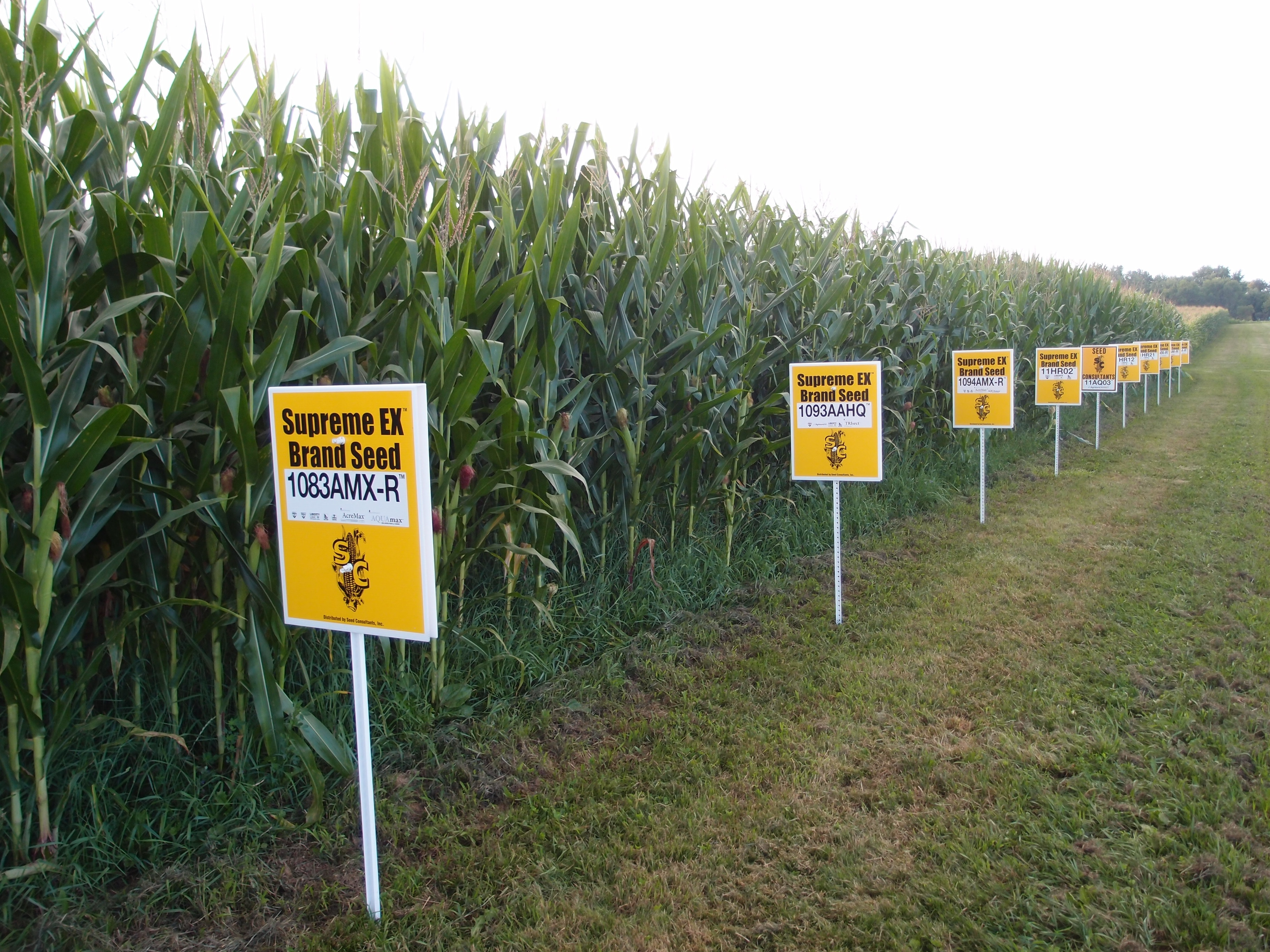
Essai de cultures de maïs transgénique en plain champ

Pour ralentir l'apparition de résistances, la législation[Où ?] impose de mélanger les semences OGM avec des semences classique (20 % de la surface semée doit être dédiée à du maïs non-OGM). Les zones dites « refuges » accueillent des pyrales sensibles à la toxine et capables de se croiser avec leurs éventuels voisins résistants, ce qui produit des hybrides qui sont tués lorsqu'ils pondent sur le maïs Bt. Toutefois, cette mesure de précaution apparente est formulée par l'administration nord-américaine. Elle est transposée en Europe contre l'expertise scientifique de plusieurs organismes qui préconisent des zones refuges de plus grandes dimensions, particulièrement si les zones refuges doivent recevoir un traitement insecticide classique. Actuellement, non seulement la surface refuge légale est inférieure à ce qui était préconisé par les comités scientifiques, mais en plus les recherches conduites par les firmes semencières tendent à inclure un traitement des zones refuges (traitement chimique ou biologique).[réf. souhaitée] De plus, des travaux de l'INRAE ont montré que la pyrale se déplace peu, ce qui remet en question cette méthode de lutte contre la résistance. Les semenciers s'efforcent de « mettre à jour » leurs semences avec l'adjonction d'autres protéines actives sur la pyrale (Cry1Ac par exemple) et aussi de faire produire de fortes concentrations de protéine insecticide de façon à ralentir la survenue de résistance.[réf. souhaitée] Néanmoins, personne ne considère que ces OGM constituent une solution permanente, le développement de résistance par l'insecte étant inéluctable.
L'apparition de pyrale résistante est attestée depuis 2011 : la chrysomèle des racines du maïs résiste à l'action des toxines Bt Cry3Bb1, et  mCry3A. En 2013, on constate des résistances croisées entre les deux toxines.
En 2013, des équipes en France, en Afrique du Sud, et au Kenya constatent la résistance des chenilles de Busseola fusca. La résistance est dominante, ce qui rend de facto la stratégie de zones refuges inopérante,,.
La maîtrise des résistances aux protéines Bt est favorisée par le maintien d'une population d'auxiliaires : des travaux sur le brocoli montrent que l'apparition de résistance est contrôlée à un niveau acceptable dans un champ OGM contenant des zones refuges non traitées grâce à l'action des auxiliaires qui maintiennent une pression de sélection sur le ou les ravageurs visés par le Bt.

### Contamination
Le mélange de maïs transgénique avec des semences classiques, via des croisements, rend impossible la coexistence avec d'autres modes d'agriculture, comme l'agriculture biologique qui proscrit l'usage d'OGM.
Les apiculteurs de l'Union nationale de l'apiculture française (UNAF) affirment que la contamination du miel par les grains de pollen issu d'OGM entraîne automatiquement son classement comme denrée impropre à la consommation, par application de la réglementation européenne sur la dissémination des OGM. C'est entre autres grâce à leur lobbying que le gouvernement décide de prolonger l'interdiction de la culture du maïs MON 810 de Monsanto,. Le Syndicat des producteurs de miel de France minore le risque de contamination du miel par le pollen , étant donné le faible nombre de grains de pollen présents dans le miel, bien inférieur à la limite des 0,9 % pour les OGM autorisés dans l'Union européenne .